# درة زري (بهمئي غرمسيري الشمالي)
درة زري (بالفارسية: دره زری) هي قرية تقع في إيران في قسم بهمئي غرمسیري الشمالي الريفي. يقدر عدد سكانها بـ 50 نسمة بحسب إحصاء 2016.